# Аксіома Архімеда
Аксіома Архімеда, або принцип Архімеда, або властивість Архімеда — математичне положення, яке назване за ім'ям давньогрецького математика Архімеда. Уперше це положення було сформульоване Евдоксом Кнідським в його теорії відношень величин (поняття величини у Евдокса охоплює як числа, так і неперервні величини: довжини, площі, об'єми):
Якщо є дві однотипні величини {\displaystyle a} і {\displaystyle b}, то взявши {\displaystyle a} доданком достатню кількість разів, можна перевершити {\displaystyle b}:
Наприклад, для відрізків, аксіома Архімеда звучить так: якщо дано два відрізки, то відклавши достатню кількість разів менший з них, можна покрити більший.
Твердження аксіоми Архімеда здається тривіальним, але її справжній зміст полягає у відсутності нескінченно малих або нескінченно великих величин. По-справжньому значення аксіоми Архімеда стало зрозуміле в XIX столітті, коли було виявлено існування величин, для яких це властивість не виконується. Слідом за цим, математичні структури, для яких властивість Архімеда виконується стали називати архімедовими, наприклад, архімедове поле, архімедова група, а ті, для яких вона не має місця — неархімедовими.

## Історія
Аксіома, відома в математиці як аксіома Архімеда, насправді була вперше сформульована Евдоксом Кнідським. Цей постулат відігравав ключову роль в його теорії відношень, яка, по суті, була першою аксіоматичною теорією дійсних чисел. Тому її також називають аксіомою Евдокса.
Теорія Евдокса дійшла до нас у викладі Евкліда («Начала», книга V).
|                                    | Кажуть, що величини мають відношення між собою, якщо вони, взяті кратно, можуть стати більшими один за одну |
| — «Начала», книга V, определение 4 | |

Аксіома Евдокса-Архімеда лежала в основі так званого «методу вичерпування», винайденого Евдоксом — методу знаходження площ фігур, об'ємів тіл, довжин дуг за допомогою аналога сучасних сум Рімана та Дарбу. За допомогою свого методу Евдокс строго довів кілька теорем про обчислення площ та об'ємів. Проте найбільших успіхів у цій галузі досяг Архімед. За допомогою методу Евдокса він знайшов ряд нових площ і об'ємів. При цьому, оскільки в Стародавній Греції не існувало поняття послідовності, границі послідовності, Архімеду доводилося в кожній конкретній задачі повторювати міркування заново. Таким чином, у своїх творах Архімед формулював і використовував аксіому Евдокса-Архімеда. При цьому сам Архімед у вступі до своєї «Квадратура параболи» підкреслює, що ця аксіома вживалася його попередниками, і відігравала істотну роль в роботах Евдокса

## Сучасне означення

### Лінійно впорядкована група
Нехай {\displaystyle G} — лінійно впорядкована група, {\displaystyle a} і {\displaystyle b} — додатні елементи {\displaystyle G}. Елемент {\displaystyle a} називається нескінченно малим по відношенню до елемента {\displaystyle b} (а {\displaystyle b} — нескінченно великим по відношенню до {\displaystyle a}), якщо для будь-якого натурального {\displaystyle n} має місце нерівність
Група {\displaystyle G} називається архімедовою, якщо для неї виконується аксіома Архімеда: у {\displaystyle G} не існує пари елементів {\displaystyle a}, {\displaystyle b}, таких що {\displaystyle a} — нескінченно мале по відношенню до {\displaystyle b}.

### Впорядковане поле
Нехай {\displaystyle K} — впорядковане поле. Оскільки всяке упорядковане поле є лінійно впорядкованою групою, то всі вищенаведені визначення нескінченно малого і нескінченно великого елементів, а також формулювання аксіоми Архімеда зберігають силу. Однак тут є ряд специфічних особливостей, завдяки яким формулювання аксіоми Архімеда спрощується.
Нехай {\displaystyle a,b} — додатні елементи {\displaystyle K}.
- елемент {\displaystyle a} нескінченно малий по відношенню до елемента {\displaystyle b}, тоді й тільки тоді, коли елемент {\displaystyle a/b} нескінченно малий по відношенню до {\displaystyle 1\in K} (такі елементи називаються просто, нескінченно малими)
- елемент {\displaystyle a} нескінченно великий по відношенню до елемента {\displaystyle b}, тоді й тільки тоді, коли елемент {\displaystyle a/b} нескінченно великий по відношенню до {\displaystyle 1\in K} (такі елементи називаються просто, нескінченно великими)

Нескінченно малі і нескінченно великі елементи об'єднуються під назвою інфінітезимальних елементів.
Відповідно формулювання аксіоми Архімеда спрощується: упорядковане поле {\displaystyle K} має властивість Архімеда, якщо в ньому немає нескінченно малих елементів, або, еквівалентно, якщо в ньому немає нескінченно великих елементів. Якщо тут розгорнути визначення нескінченно малого (або нескінченно великого) елемента, то отримаємо наступне формулювання аксіоми Архімеда:
Для всякого елемента {\displaystyle a} поля {\displaystyle K} існує натуральний елемент {\displaystyle n}, такий що {\displaystyle n>a}
Або, еквівалентне формулювання,
Для будь-якого додатного елемента поля {\displaystyle \varepsilon >0} існує натуральний елемент {\displaystyle n}, такий що {\displaystyle 1/n<\varepsilon }

## Приклади і контрприклади

### Множина дійсних чисел
Найвідоміший приклад архімедового поля — множина дійсних чисел. Якщо розглядати множину дійсних чисел як поповнення множини раціональних (наприклад, за допомогою дедекіндових перерізів), то властивість Архімеда для дійсних чисел випливає з того, що її мають раціональні числа. У зв'язку з цим слід зазначити, що в одній з систем аксіом дійсних чисел, яка була запропонована Гільбертом, множина дійсних чисел визначається як максимальне архімедове упорядковане поле, тобто упорядковане поле, яке задовольняє аксіомі Архімеда (тобто не містить інфінітезімальних елементів), яке не можна розширити до більшого архімедового впорядкованого поля.

### Неархімедове упорядковане поле
Як приклад (вірніше, контрприклад) впорядкованого поля, для якого не виконана аксіома Архімеда, розглянемо множину раціональних функцій з дійсними коефіцієнтами, тобто функцій виду
Відносно звичайних операцій додавання і множення ця множина утворює поле. Введемо відношення порядку на сукупності раціональних функцій наступним чином. Нехай {\displaystyle f} і {\displaystyle g} — дві раціональні функції. Ми скажемо, що {\displaystyle f>g}, якщо і тільки якщо у деякому околі {\displaystyle +\infty } різниця {\displaystyle f-g} має строго додатній знак. Цю умову можна сформулювати і в термінах коефіцієнтів раціональних функцій {\displaystyle f} і {\displaystyle g}. Запишемо різницю {\displaystyle f-g} у вигляді многочлен + правильний раціональний дріб:
де другий доданок в правій частині — правильний раціональний дріб, тобто степінь чисельника менше степеня знаменника: {\displaystyle m<k}. Будем також вважати що старший коефіцієнт знаменника {\displaystyle c_{k}} рівний {\displaystyle 1}. Тоді {\displaystyle f>g} тоді й тільки тоді, коли або {\displaystyle a_{n}>0}, або поліноміальної частини немає і {\displaystyle b_{m}>0}. Нескладно перевірити коректність цього визначення порядку (слід перевірити як те, що введене відношення дійсно є відношенням порядку, і що це відношення узгоджене з операціями поля).
Таким чином, множина раціональних функцій утворює впорядковане поле. Зауважимо, що воно є розширенням поля дійсних чисел, але аксіома Архімеда тут не має місця (див. кінець попереднього розділу). Справді, розглянемо елементи {\displaystyle 1} і {\displaystyle x}. Очевидно, яким би не було натуральне число {\displaystyle n}, має місце нерівність:
Іншими словами, {\displaystyle x} — нескінченно великий елемент поля. Тим самим аксіома Архімеда у цьому полі не має місця.